# Rullmotstånd

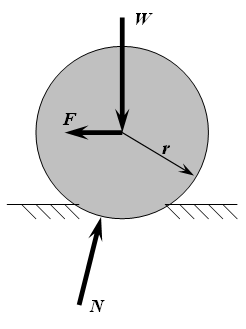
När ett styvt hjul rullar på ett mjukt underlag, uppstår en reaktionskraft som är riktad mot hjulets rörelseriktning

Rullmotstånd, som ibland kallas rullfriktion, är det motstånd som uppstår när ett runt föremål såsom en boll eller ett däck rullar på en plan yta. Det orsakas främst av deformation av föremålet (hjulet) och/eller underlaget. Ytterligare bidragande faktorer är hjulets radie och dess fart framåt samt vidhäftning och slip mellan ytorna. 
Rullmotståndet beror mycket på däckets material och på typen av underlag. Exempelvis ger gummi större rullmotstånd än stål. Sandig mark ger högre rullmotstånd än betong. Ett frirullande fordon saktar successivt ned på grund av rullmotståndet, men en rälsbuss med stålhjul som rullar på stålräls kommer att rulla längre än en lika tung landsvägsbuss med gummidäck som rullar på grusväg. Rullmotståndskoefficienten (även specifikt rullmotstånd) är i allmänhet mycket lägre för däck eller bollar än koefficienten för glidande friktion.
Vid 60 km/h är rullmotståndet lika stort som luftmotståndet för en medelstor bil med ett CD-värde på 0,35. Vid 80 km/tim konstant hastighet använder en lastbil cirka 40 % av sitt drivmedel till rullmotstånd. För ett genomsnittligt körmönster använder en personbil cirka 25 % av drivmedlet till att övervinna rullmotståndet (75 % går till luftmotstånd och acceleration). Energieffektiva däck (20 % lägre rullmotstånd än standarddäck) kan minska bilens drivmedelsförbrukning med cirka 5 %. Eftersom bilens CO2-utsläpp är direkt proportionella mot drivmedelsförbrukningen, kan även utsläppen av växthusgasen koldioxid minskas med 5 % med hjälp av lättare rullande däck.

## Grundläggande mekanism

Elastisk hysteres

Den primära orsaken till rullmotstånd är hysteres: 
Hysteres är en egenskap hos deformerbara material där deformationsenergin är större än återhämtningsenergin. Gummiblandningen i vanliga däck uppvisar hysteres. När däcket roterar under fordonets vikt, utsätts det för upprepade cykler av deformation och återhämtning, och hysteresen ger energiförluster i form av värme. Hysteres är den främsta orsaken till energiförluster i samband med rullmotstånd och tillskrivs de viskoelastiska egenskaperna hos däckets gummi.

Därmed ger gummi och andra material som fjädrar mycket och fjädrar tillbaka långsamt ett större rullmotstånd än stål och andra styva material liksom material som fjädrar tillbaka snabbt, till exempel kiseldioxid. Däck med lågt rullmotstånd innehåller typiskt silika i stället för kimrök i slitbanan för att minska den lågfrekventa hysteresen utan att kompromissa med väggreppet.

## Vägegenskaper som påverkar rullmotståndet

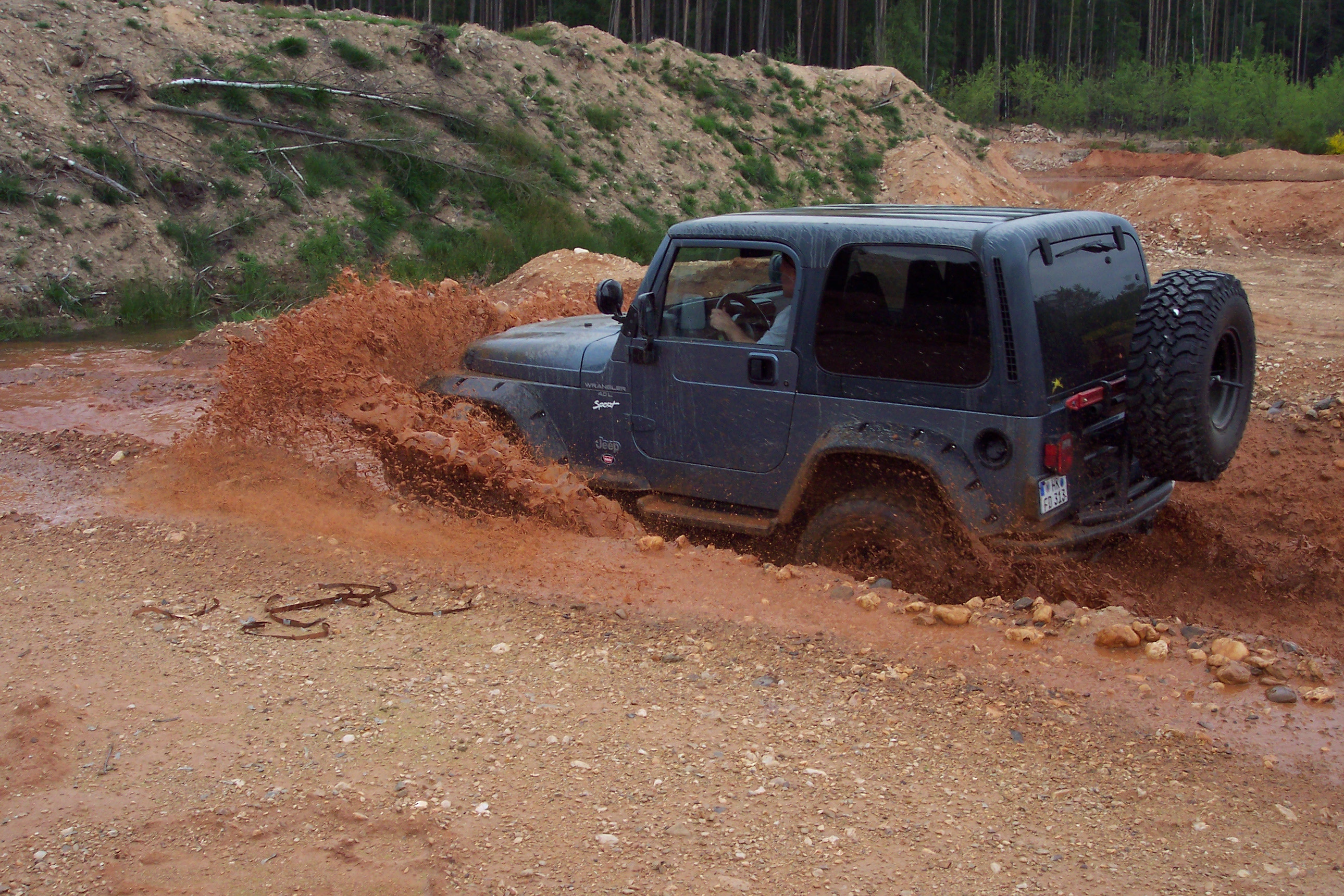
Underlaget har stor betydelse för rullmotståndet

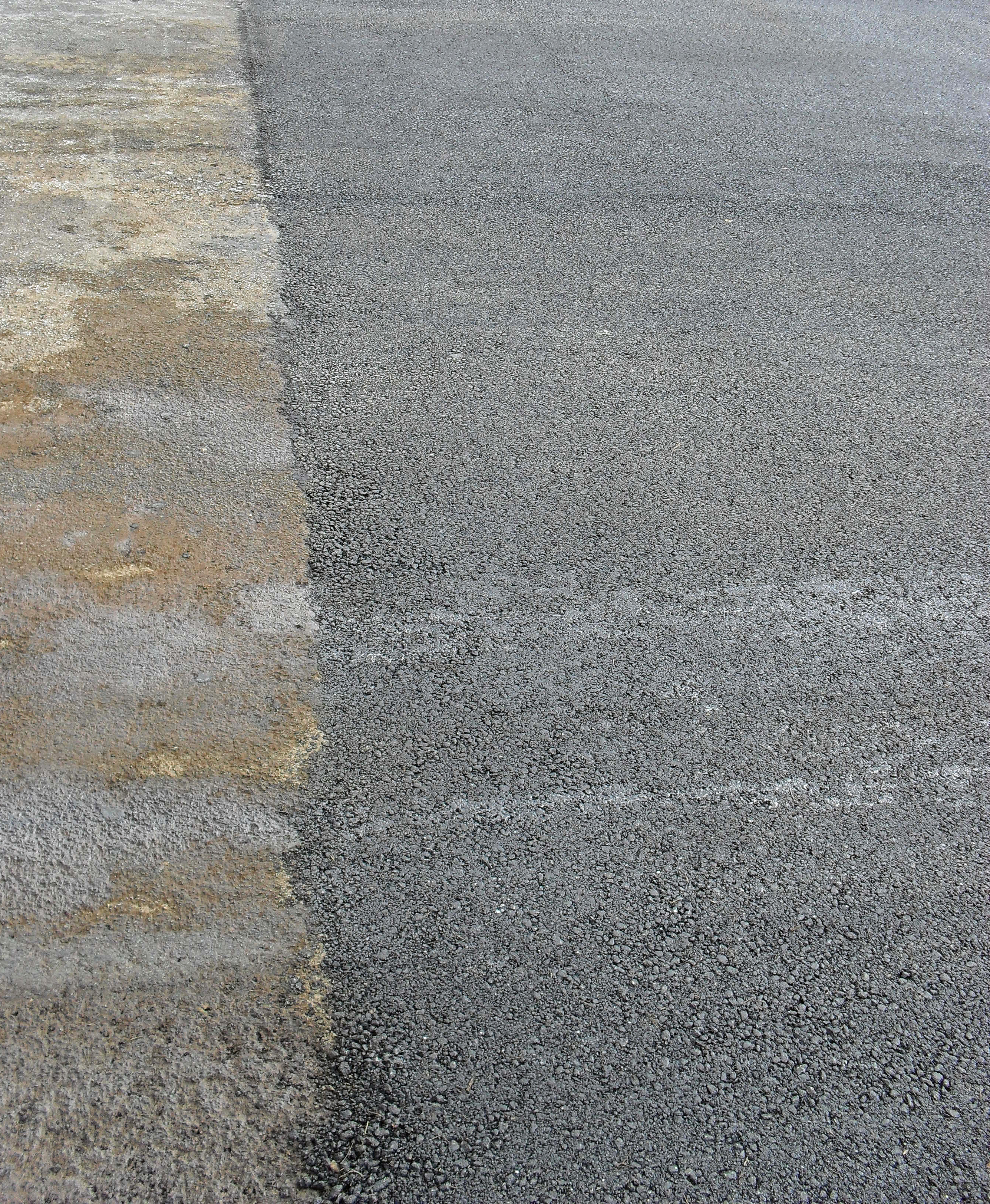
Hjulet rullar lättare på ytor med låg megatextur

Rullmotståndet ökar på slitna och trasiga vägytor med grövre textur och mer vägojämnheter. Mätningar har visat att rullmotståndet för ett givet däck som rullar på styva vägbeläggningar kan skilja +/- 15 %, beroende på vägytans textur. 
Vägytans betydelse för personbilars rullmotstånd har undersökts i EU-projektet "Integration of the Measurement of Energy Conservation in Road Pavement Design, Maintenance and Utilisation". Ett omfattande mätprogram har gett följande resultat:
- När medelprofildjupet (MPD) hos vägytans makrotextur (skrovlighet) ökar med 1 mm, ökar rullmotståndet för personbil med 30 % vid 90 km/tim samt 17 % vid 50 km/tim. (Se not 1).
- När vägens ojämnhet mätt som International roughness index (IRI) 1 mm/m, ökar rullmotståndet för personbil med 6,0 % vid 90 km/tim samt 1,8 % vid 50 km/tim. (Se not 2).

Not 1: Normalvärde för MPD är ca 1 mm.  MPD under 0.5 à 0.6 mm kan innebära halkrisk vid vått väglag. Exempel på beläggning som ofta har hög makrotextur (cirka 2 mm) är den vanliga ytbehandlingen i ett lager, Y1, samt indränkt makadam, IM.
Not 2: IRI är ett mått på hur ojämnheter med cirka 0,5 – 30 m våglängd påverkar en personbils fjädringsrörelser i 80 km/tim. Nya vägar har IRI på cirka 1 mm/m. IRI blir högt vid gupp, tjälskador, vissa sättningar och deformationer i svaga vägkonstruktioner. Lokala skador kan ha IRI som överstiger 100 mm/m. Ofta studeras medelvärde över 20 m. Om 20-m medelvärdet överstiger 5 mm/m brukar färder i 80 km/tim upplevas obehagliga i personbil. I lastbil brukar redan IRI på 2 - 2,5 mm/m vara obehagligt. 10 cm höga fartdämpande vägbulor ger 20-m medelvärde för IRI om ca 8 mm/m.
Guppiga - ojämna vägytor ger energiförluster och därmed rullmotstånd på tre sätt:
1. Hysteres likvärdig som på jämna ytor. 
2. Energiförluster i däckets fjädrande sidväggar och slitbana på grund av vägojämnheterna.
3. Förluster i fjädringssystemet.
Beräkningar har visat att energiförluster av typ 2 och 3 på ojämn väg kan vara lika stora som typ 1, det vill säga rullmotståndet kan dubbleras jämfört med på jämn väg.
Fleråriga mätningar i instrumenterade svenska timmerlastbilar har också visat att drivmedelsförbrukningen är 25 - 40 % högre på vägar med asfalt i dåligt skick än på bra asfalt. På grusväg var timmerbilarnas drivmedelsförbrukning 65 - 70 % högre än på asfalt i bra skick. En stor del av dessa skillnader torde inte bero på rullmotstånd i egentlig mening, utan snarare hastighetsändringar. Inbromsning för exempelvis tvära kurvor (vilka förekommer oftare på sämre vägar) eller extrema gupp efterföljs av energiförbrukande acceleration upp till normal fart. Detta indikeras indirekt av SkogForsks redovisning av hastighetsmönster vid de testade vägförhållandena. De i denna studie uppmätta resultaten är därmed sannolikt en effekt av både ryckigare körning och högre rullmotstånd på sämre vägar.
Vägytans temperatur och styvhet (se bärighet) påverkar också rullmotståndet, då vägytans svikt under fordonet kan ge en effekt liknande att ständigt köra i en uppförsbacke. I synnerhet asfaltvägars svikt påverkas av vägytans temperatur, vilken därmed alltså även påverkar rullmotståndet.
Föroreningar så som snö, vatten och lera på vägbanan kan öka rullmotståndet avsevärt.

## Hjulegenskaper som påverkar rullmotståndet

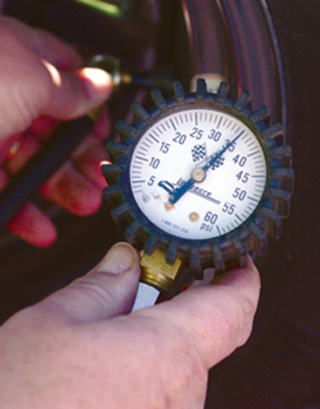
Man kan enkelt själv undvika onödigt rullmotstånd

Enligt ovan påverkas rullmotståndet av hjulets fart framåt samt typen av underlag. Det påverkas även av hjulets egenskaper: 
- Material - olika fyllnadsmedel och polymerer i däckens sammansättning kan minska hysteresen. Att ersätta kimrök med dyrare kvarts-silika är ett vanligt sätt att minska däckets rullmotstånd.[5]
- Dimensioner - rullmotståndet påverkas av sidoväggarnas flexande samt av däckets "fotavtryck". Exempelvis flexar bredare lågprofildäck mindre i sidoväggarna när de rullar och ger därmed lägre rullmotstånd (dock även högre luftmotstånd).[10] Ett enkelt sätt att minska rullmotståndet är att minska tjockleken hos däckets undergummi. Detta sker då till priset av ökad risk för skärskador som förstör däcket.
- Lufttryck - Lägre tryck i däcken leder till mer flexrörelser i stommens sidoväggar och därmed till högre rullmotstånd.[10] Mätningar i Tyskland visade att när däcktrycket tilläts sjunka från 2,0 bar till 1,4 bar, ökade rullmotståndet med 20 %. Om sidoväggarna tvingas arbeta mycket intensivt, kan detta leda till överhettning och däckexplosion. Detta fenomen ansågs ligga bakom en rad vältolyckor med Ford Explorer, vilket medförde en tvist mellan däcktillverkaren Firestone och biltillverkaren Ford. Högt lufttryck är gynnsamt. Överdrivet lufttryck (till exempel på cyklar) minskar dock inte rullmotståndet ytterligare, eftersom däcket tenderar att börja hoppa på vägbanan. Övertryck medför också sämre väggrepp och sämre komfort.
- Mönsterdjup - Ju tjockare slitbana, desto högre rullmotstånd.[10] Således har det "snabbaste" cykeldäcket mycket litet mönsterdjup. Tunga lastbilar får också bättre drivmedelsekonomi i takt med att däckets slitbana nöts.
- Större hjul, allt annat lika, har lägre rullmotstånd än mindre hjul. Detta beror bland annat på att större hjul medför att för samma last kommer en mindre del av sidoväggarna att flexa.[11]

Trots fördelen med lägre rullmotstånd hos stora hjul, har praktiskt taget alla världens hastighetsrekord har fastställts på relativt smala hjul. Detta anses dock bero på aerodynamiska fördelar vid hög hastighet, snarare än på skillnad i rullmotstånd. Däckets aerodynamik är inte särskilt betydande vid normala hastigheter. Å andra sidan kan smala däck pumpas hårdare än breda däck, vilket ger något lägre motstånd ("Om du jämför två däck av liknande konstruktion, med samma belastning, och samma tryck men olika bredd, är antingen det bredare däcket överdrivet stort, eller det smalare däcket för lite pumpat", SheldonBrown.com). En annan begränsning i sammanhanget är att smala cykeldäck medför ökad risk för genomslagspunktering för tunga cyklister.
Lastbilsdäck med "bränslebesparande" stomme gynnar bränsleekonomin under alla regummerade slitbanornas liv, medan ett lastbilsdäck med "bränslebesparande" mönster bara ger besparing tills den aktuella slitbanan nötts ned.

## Mätning av däckets rullmotståndskoefficient
Vanligtvis mäts rullmotstånd med någon av följande tre metoder:
1. I Europa används oftast ISO-standard 8767 "Passenger car tyres -- Methods of measuring rolling resistance" för att mäta rullmotståndskoefficienten {\displaystyle C_{r}}. Ett exempel på mätrapport är Research report 299 54 114 från det tyska institutet TuV.
2. Den koefficient på rullmotståndet b, som har dimension längd, är approximativt lika med värdet av rullmotståndskraften gånger hjulets radie, delat med hjulets belastning.
3. I USA har Society of Automotive Engineers (SAE) tagit fram testmetoderna SAE J1269 och J2452 SAE för att mäta rullmotståndskoefficienten hos gummidäck. För de flesta nya personbilsdäck rapporteras värden på {\displaystyle C_{r}} mellan 0,007 och 0,014. För cykeldäck fås typiskt värden från 0,0025 till 0,005. Dessa koefficienter är uppmätta på rullar, med kraftmätare under cykling på riktiga vägytor, eller genom utrullningstest. I de två senare fallen måste effekten av luftmotståndet beaktas, endera genom subtraktion eller genom att utföra testet vid mycket låg hastighet. 
Testresultat för rullmotstånd kan vara svåra för allmänheten att få del av, då däcktillverkare föredrar att marknadsföra egenskaper som komfort och prestanda.

## Fysikaliska formler
Rullmotståndskraften kan beräknas genom:
{\displaystyle \ F=C_{r}N_{f}}
där 
{\displaystyle F} är rullmotståndskraften,
{\displaystyle C_{r}} är den dimensionslösa rullmotståndskoefficienten, och
{\displaystyle N_{f}} är normalkraften.
Koefficienten för rullfriktion hos ett styvt hjul kan beräknas genom
{\displaystyle \ C_{r}={\sqrt {\frac {z}{d}}}}
där 
{\displaystyle C_{r}} är den dimensionslösa rullmotståndskoefficienten,
{\displaystyle z} är underlagets nedsjunkning (deflektion), och
{\displaystyle d} är diametern på det styva hjulet.
Rullmotståndskraften kan också beräknas som:
{\displaystyle \ F={\frac {N_{f}b}{r}}}
där 
{\displaystyle F} är rullmotståndskraften,
{\displaystyle r} är hjulets radie,
{\displaystyle b} är rullmotståndskoefficienten (eller koefficienten för rullfriktion med dimension längd), och
{\displaystyle N_{f}} är normalkraften.
Genom att likställa ekvationerna och lösa ut B fås att b = Cr·r. Om en källa bara anger den dimensionslösa rullmotståndskoefficienten (Cr), kan den därmed omvandlas till b (med enheten längd) genom att multiplicera Cr med hjulets radie r. 
I normalfallet kommer de krafter ett "enkelt hjul" utsätts för, endast att vara den totala massa hos föremålet (karossen) som hjulen stöder dividerat med antalet hjul, plus massan av hjulet självt multiplicerat med tyngdaccelerationen g (~9.81 m·s−2 på jorden). 
I ovanstående ekvationer ingår inte variationen av rullmotstånd med hastighet. Detta är i de flesta fall en rimlig förenkling, då mätningar vid olika hastigheter bara visar en mindre spridning.

## Rullmotståndskoefficienter
Tabell med exempel på rullmotståndskoefficienter angivna av olika källor:
| Cr                 | b      | Beskrivning                                               |
| 0.0002 till 0.0010 | 0.5 mm | Järnvägshjul mot stålräls                                 |
|                    | 0.1 mm | Härdade stålkulor mot stål                                |
| 0.0022 till 0.005  |        | Cykeldäck (normala) vid 50 km/tim, uppmätt på rullprovare |
| 0.0025             |        | Speciella Michelin eco-marathon däck                      |
| 0.005              |        | Spårvagnshjul mot smutsig räls                            |
| 0.0055             |        | BMX cykeldäck använda på soldrivna bilar                  |
| 0.0062 till 0.015  |        | Bildäck                                                   |
| 0.010 till 0.015   |        | Bildäck på betongväg                                      |
| 0.055 till 0.065   |        | Bildäck på gräs eller mjukt lerigt underlag               |
| 0.3                |        | Bildäck på sand                                           |

där 
{\displaystyle C_{r}} är den dimensionslösa rullmotståndskoefficienten, och
{\displaystyle b} är rullfriktion angiven med längdenheten mm.
Exempel: I jordens gravitationsfält behöver en bil på landsväg drivas av en kraft på cirka 1000 kg × 9,81 m/s2 × 0,01 = 98,1 Newton för att övervinna rullmotståndet.